# 長春 (電影)
《长春》（英語：Eternal Spring）是2022年上映的加拿大纪录片，由杰森·路特斯执导。电影改编自中国漫画家郭竞雄的作品，讲述了2002年中国长春的法轮功學員，透過当地电视台的转播信号，插播法轮功宣传录像，其后遭当局鎮壓的事件。
影片于2022年3月15日在塞萨洛尼基纪录片节首映，其后获评Hot Docs加拿大国际纪录片节观众大奖及罗杰斯观众奖的第一名。电影为加拿大选送参加第95届奥斯卡金像奖最佳国际影片角逐的作品，是第一部代表加拿大征战奥斯卡最佳国际影片的华语电影。除此之外，影片还入选第95屆奧斯卡金像獎最佳動畫片角逐名單、2023年棕櫚泉國際影展最佳外語片獎提名。

## 劇情簡介
本片是結合動畫加真人訪談形式拍攝而成的紀錄片，耗時6年製作完成，還原當年的電視插播事件。2002年3月5日，中國吉林省長春市的官方有線電視32個頻道，被不明人士插播近50分鐘。超過10萬市民親眼目睹，驚動中國政府。插播之後不到一小時，中共即展開鎮壓。20天內近5,000人遭到抓捕，18位參與者受到刑求、甚至致死。本片的主創漫畫家大雄在當時逃亡北美，有幾位倖存者也陸續輾轉到海外，其中有幾位更作為歷史的見證人出現在影片中。導演傑森·路特斯（Jason Loftus）在本片製作過程中，曾多次遭施壓威脅，但依然不為所動，他表示:「如果在自由的條件下無法講出真相，我將來會後悔的。」
影片中，可以看到大雄對故鄉深深的眷戀之情。他將自己童年的樣子描繪在片中，除了長春的城市、街道等大的場景，那些街邊小吃和攤販們的手推車，外形老舊的公交車、出租車，一處處童年記憶中的細節展現出在故鄉的快樂時光。驚心動魄的插播事件發生後，當時身在長春的大雄自己並未親身參與該事件，但也受到牽連成為被抓捕的對象，面對現實世界的殘酷，此時影片在大雄的筆下，呈現出陰沉灰暗的色調，宛如烏雲壓頂一般，象徵著中共對民眾暗無天日的迫害。大雄受訪表示，「那層灰色像是蒙在人們心中的一層塵埃，令人窒息。」
創作影片的過程讓大雄有機會重新走進和審視當年發生的事件。久居海外的大雄很少再去回想當年被抓捕、關押和折磨的經歷，但從那些自中國大陸逃離的倖存學員受訪中，感受到他們對所經歷的酷刑折磨沒有耿耿於懷，即便他們的身體傷痕累累，依然樂觀堅強，持續在海外傳播真相，大雄說「這個過程中，他們的精神成了我的一部份，治癒了我。」「也許插播事件看來就像轉瞬即逝的火花一樣，迅速被中共打壓熄滅，但這瞬間的璀璨卻如同閃耀在漫漫歷史長河上空不滅的星光，帶給人類永恆的希望。」

## 影評
影片於2023年4月7日在台灣上映，由發行獨立製片的電影為大宗的佳映娛樂發行。《長春事件》的動畫風格令佳映娛樂總經理劉嘉明驚豔：「我認為這是一個非常大的特點，在過往的電影裡面，我並沒有看過這樣的方法。很多電影會運用動畫，可是《長春》的動畫非常有它的獨特風格。裡面特別有一段用中國水墨跟中國文字的方法去帶動劇情，我覺得非常驚豔，我覺得那並不容易，它可以把文字跟人物轉換結合在一起，那個概念突破是滿厲害的。」
YouTube頻道《彌勒熊報》觀影心得：「影片從第一幕開始，就深深的吸引住你，因為它採用一種3D建模的方式來拍，整個架構非常的完整……一鏡到底的效果非常好，很引人入勝，而且製作水準非常的高，非常客觀，把長春蓋台事件完整的呈現。」「從頭到尾的敘述，沒有訴諸情緒勒索、沒有呼天搶地或者煽情，而是安靜的，認真、正確、詳實的還原事件的整個過程。」

## 長春插播事件背景
自1999年7月中共對法輪功的迫害，除了以610辦公室作為專門負責鎮壓的機構外，也利用電視、廣播、報紙等全國宣傳機器不停地進行造謠，甚至以天安門廣場的自焚事件來誣陷法輪功，讓不少民眾被宣傳報導所迷惑，進而被帶動仇視法輪功。在言論自由被剝奪的現實環境下，為了澄清事實，長春市法輪功學員想到，如果能在電視上插播真相視頻，就能在短時間內讓更多人明白事實。
2002年3月5日晚間8點，法輪功學員成功地在長春市有線電視網插播真相短片，內容包括「是自焚還是騙局」、「法輪大法洪傳世界」，播出時間長達50分鐘，覆蓋32個頻道的30萬用戶觀眾，電視片使很多民眾明白法輪功被誣陷和自焚偽案的真相。事件震驚中共當局，江澤民暗中密令「殺無赦」，在插播之後不到一個小時，就動用當地軍隊大抓捕，長春法輪功學員被抓捕者很快達到五千人。主要參與插播的劉海波、侯明凱、劉成軍、梁振興、雷明等遭受中共的酷刑折磨至死。其他被捕者被投入各大監獄、集中營秘密迫害，後續多人被酷刑折磨致死致瘋。
另一部電影《永恆的五十分鐘》也以此事件為藍本，還原當時的歷史真相。劇組請來參與插播事件倖存的法輪功學員金學哲參與拍攝。金學哲曾被中共抓捕關押十年，現已逃離大陸。